# Danh sách cầu thủ tham dự giải vô địch bóng đá U-17 thế giới 2007
Đây là danh sách các đội hình tham dự Giải vô địch bóng đá U-17 thế giới 2007 tổ chức ở Hàn Quốc từ 18 tháng 8 đến 9 tháng 9 năm 2007. Đội hình chính thức phải nộp cho FIFA ít nhất 10 ngày trước trận đấu đầu tiên của giải đấu. Mỗi đội bóng có 21 người, gồm 3 thủ môn. Trước khi công bố đội hình chính thức, các đội bóng được phép triệu tập đội hình sơ loại từ 23 đến 35 cầu thủ, sau đó phải giảm xuống còn 21. Cầu thủ được đánh dấu (c) là đội trưởng của đội tuyển quốc gia đó.

## Bảng A

### Costa Rica
Huấn luyện viên:  Manuel Ureña
| Số | Vt | Cầu thủ           | Ngày sinh (tuổi)            | Số trận | Câu lạc bộ            |
| -- | -- | ----------------- | --------------------------- | ------- | --------------------- |
| 1  | TM | Leonel Moreira    | 2 tháng 4, 1990 (17 tuổi)   |         | Herediano             |
| 2  | HV | Seemore Johnson   | 29 tháng 10, 1991 (15 tuổi) |         | Alajuelense           |
| 3  | HV | Roy Smith         | 19 tháng 4, 1990 (17 tuổi)  |         | Brujas                |
| 4  | HV | Jordan Smith      | 23 tháng 4, 1991 (16 tuổi)  |         | Saprissa              |
| 5  | TV | Esteban Luna      | 5 tháng 1, 1990 (17 tuổi)   |         | Saprissa              |
| 6  | HV | Francis Godínez   | 22 tháng 4, 1990 (17 tuổi)  |         | Saprissa              |
| 7  | TV | Diego Brenes      | 24 tháng 8, 1990 (16 tuổi)  |         | Alajuelense           |
| 8  | TV | David Guzmán      | 18 tháng 2, 1990 (17 tuổi)  |         | Saprissa              |
| 9  | TĐ | Marco Ureña       | 5 tháng 3, 1990 (17 tuổi)   |         | Alajuelense           |
| 10 | TĐ | Jorge Castro      | 11 tháng 9, 1990 (16 tuổi)  |         | Saprissa              |
| 11 | TV | Jessy Peralta     | 22 tháng 7, 1990 (17 tuổi)  |         | Saprissa              |
| 12 | HV | Bruno Castro      | 6 tháng 8, 1990 (17 tuổi)   |         | Herediano             |
| 13 | HV | Erick Rojas       | 6 tháng 2, 1990 (17 tuổi)   |         | Alajuelense           |
| 14 | HV | Rodrigo Herra     | 20 tháng 10, 1990 (16 tuổi) |         | Saprissa              |
| 15 | TV | Julio Ibarra      | 6 tháng 1, 1990 (17 tuổi)   |         | Alajuelense           |
| 16 | TV | Daniel Arias      | 9 tháng 3, 1991 (16 tuổi)   |         | Saprissa              |
| 17 | TĐ | Josué Martínez    | 25 tháng 3, 1990 (17 tuổi)  |         | Saprissa              |
| 18 | TM | Guillermo Camacho | 25 tháng 4, 1990 (17 tuổi)  |         | Venecia de San Carlos |
| 19 | TV | Daniel Varela     | 30 tháng 4, 1990 (17 tuổi)  |         | Alfaro Ruiz           |
| 20 | TV | Miguel Brenes     | 31 tháng 5, 1990 (17 tuổi)  |         | Alajuelense           |
| 21 | TM | Stanley Jiménez   | 13 tháng 2, 1990 (17 tuổi)  |         | AD Ramonense          |

### Hàn Quốc
Huấn luyện viên:  Park Kyung-hoon
| Số | Vt | Cầu thủ         | Ngày sinh (tuổi)           | Số trận | Câu lạc bộ            |
| -- | -- | --------------- | -------------------------- | ------- | --------------------- |
| 1  | TM | Kim Seung-gyu   | 30 tháng 9, 1990 (16 tuổi) |         | Ulsan Hyundai         |
| 2  | HV | Han Yong-su     | 5 tháng 5, 1990 (17 tuổi)  |         | Joongdong High School |
| 3  | HV | Yun Suk-young   | 13 tháng 2, 1990 (17 tuổi) |         | Jeonnam Dragons       |
| 4  | HV | Lim Jong-eun    | 18 tháng 6, 1990 (17 tuổi) |         | Hyundai High School   |
| 5  | HV | Kim Dong-chul   | 1 tháng 10, 1990 (16 tuổi) |         | Taesung High School   |
| 6  | TV | Cho Beom-seok   | 9 tháng 1, 1990 (17 tuổi)  |         | Shingal High School   |
| 7  | HV | Lee Yong-joon   | 3 tháng 4, 1990 (17 tuổi)  |         | Hyundai High School   |
| 8  | TV | Yoon Bit-garam  | 7 tháng 5, 1990 (17 tuổi)  |         | Bukyung High School   |
| 9  | TĐ | Bae Chun-suk    | 27 tháng 4, 1990 (17 tuổi) |         | Pohang Steelers       |
| 10 | TV | Choi Jin-soo    | 17 tháng 6, 1990 (17 tuổi) |         | Hyundai High School   |
| 11 | TĐ | Seol Jae-mun    | 8 tháng 1, 1990 (17 tuổi)  |         | Taesung High School   |
| 12 | HV | Oh Jae-suk      | 4 tháng 1, 1990 (17 tuổi)  |         | Shingal High School   |
| 13 | TV | Han Kook-young  | 19 tháng 4, 1990 (17 tuổi) |         | Moonsung High School  |
| 14 | TV | Kim Jung-hyun   | 3 tháng 1, 1990 (17 tuổi)  |         | Hyundai High School   |
| 15 | TV | Kim Eun-hu      | 23 tháng 5, 1990 (17 tuổi) |         | Shingal High School   |
| 16 | TĐ | Park Jae-cheol  | 29 tháng 3, 1990 (17 tuổi) |         | Shingal High School   |
| 17 | TĐ | Lee Yong-jae    | 8 tháng 6, 1991 (16 tuổi)  |         | Pohang Steelers       |
| 18 | TĐ | Joo Sung-hwan   | 24 tháng 8, 1990 (16 tuổi) |         | Jeonam Dragons        |
| 19 | HV | Jeong Hyun-yoon | 9 tháng 4, 1990 (17 tuổi)  |         | Jeonnam Dragons       |
| 20 | TM | Kim Tae-hong    | 12 tháng 6, 1990 (17 tuổi) |         | Jeonnam Dragons       |
| 21 | TM | Lee Hee-seong   | 27 tháng 5, 1990 (17 tuổi) |         | Hyundai High School   |

### Perú
Huấn luyện viên:  Juan José Oré
| Số | Vt | Cầu thủ            | Ngày sinh (tuổi)            | Số trận | Câu lạc bộ                       |
| -- | -- | ------------------ | --------------------------- | ------- | -------------------------------- |
| 1  | TM | Éder Hermoza       | 4 tháng 4, 1990 (17 tuổi)   |         | Alianza Lima                     |
| 2  | HV | Jersi Socola       | 7 tháng 7, 1990 (17 tuổi)   |         | Alianza Lima                     |
| 3  | HV | Antony Molina      | 13 tháng 8, 1990 (17 tuổi)  |         | Universidad San Martín de Porres |
| 4  | HV | Joseph Muñoz       | 6 tháng 1, 1990 (17 tuổi)   |         | Esther Grande de Bentin          |
| 5  | HV | Néstor Duarte      | 8 tháng 9, 1990 (16 tuổi)   |         | Academia Deportiva Cantolao      |
| 6  | TV | Bryan Salazar      | 1 tháng 6, 1990 (17 tuổi)   |         | Sporting Cristal                 |
| 7  | TV | Reimond Manco      | 23 tháng 8, 1990 (16 tuổi)  |         | Alianza Lima                     |
| 8  | TV | Carlos Bazalar     | 19 tháng 3, 1990 (17 tuổi)  |         | Cienciano                        |
| 9  | TĐ | Irven Ávila        | 2 tháng 7, 1990 (17 tuổi)   |         | Deportivo Real                   |
| 10 | TV | Daniel Sánchez     | 2 tháng 5, 1990 (17 tuổi)   |         | Sporting Cristal                 |
| 11 | TV | Luis Trujillo      | 27 tháng 12, 1990 (16 tuổi) |         | Alianza Lima                     |
| 12 | TM | Pedro Gallese      | 23 tháng 2, 1990 (17 tuổi)  |         | Universidad San Martín de Porres |
| 13 | HV | Manuel Calderón    | 28 tháng 1, 1990 (17 tuổi)  |         | Deportivo Curibamba              |
| 14 | TV | Ernesto Salazar    | 19 tháng 4, 1990 (17 tuổi)  |         | Alianza Lima                     |
| 15 | HV | Jairo Hernández    | 2 tháng 3, 1990 (17 tuổi)   |         | Alianza Lima                     |
| 16 | HV | Juan Arce          | 9 tháng 1, 1990 (17 tuổi)   |         | Sporting Cristal                 |
| 17 | HV | Juan Zevallos      | 7 tháng 7, 1990 (17 tuổi)   |         | Universitario                    |
| 18 | TV | César Ruiz         | 10 tháng 1, 1990 (17 tuổi)  |         | Sporting Cristal                 |
| 19 | TĐ | Christian La Torre | 9 tháng 3, 1990 (17 tuổi)   |         | Sport Boys                       |
| 20 | TV | Gary Correa        | 23 tháng 5, 1990 (17 tuổi)  |         | Universitario                    |
| 21 | TM | Víctor Ulloa       | 15 tháng 3, 1991 (16 tuổi)  |         | Sporting Cristal                 |

### Togo
Huấn luyện viên:  Paul Sauter
| Số | Vt | Cầu thủ                | Ngày sinh (tuổi)            | Số trận | Câu lạc bộ       |
| -- | -- | ---------------------- | --------------------------- | ------- | ---------------- |
| 1  | TM | Baba Tchagouni         | 31 tháng 12, 1990 (16 tuổi) |         | Planete Foot     |
| 2  | TĐ | Tidjani Biliaminou     | 31 tháng 12, 1990 (16 tuổi) |         | Planete Foot     |
| 3  | HV | Awali Mamah            | 15 tháng 8, 1991 (16 tuổi)  |         | Academy Delta    |
| 4  | TV | Prince Segbefia        | 11 tháng 3, 1991 (16 tuổi)  |         | Sporting Club    |
| 5  | TV | Sapol Mani             | 5 tháng 6, 1991 (16 tuổi)   |         | Maranatha        |
| 6  | HV | Alex Kinvi-Boh         | 20 tháng 12, 1991 (15 tuổi) |         | US Masséda       |
| 7  | TV | Lalawele Atakora       | 9 tháng 11, 1990 (16 tuổi)  |         | Academy Delta    |
| 8  | TV | Alikem Segbefia        | 1 tháng 4, 1990 (17 tuổi)   |         | Sporting Club    |
| 9  | TĐ | Abdjou-Fatawou Dodja   | 24 tháng 12, 1991 (15 tuổi) |         | Academy Delta    |
| 10 | TV | Abdou-Malick Korodowou | 15 tháng 12, 1990 (16 tuổi) |         | Planete Foot     |
| 11 | TV | Mohamed Abdoulaye      | 25 tháng 9, 1991 (15 tuổi)  |         | Étoile Filante   |
| 12 | TV | Smaila Tchadenou       | 31 tháng 12, 1990 (16 tuổi) |         | Golden Players   |
| 13 | HV | James Loembe           | 25 tháng 3, 1991 (16 tuổi)  |         | Academy Delta    |
| 14 | HV | Koami Ayao             | 16 tháng 12, 1991 (15 tuổi) |         | AS Douane        |
| 15 | HV | Papa Koami Awounyo     | 3 tháng 8, 1991 (16 tuổi)   |         | US Masséda       |
| 16 | TM | Mensah Nsouhoho        | 31 tháng 12, 1990 (16 tuổi) |         | Planete Foot     |
| 17 | TĐ | Camaldine Abraw        | 15 tháng 8, 1990 (17 tuổi)  |         | Academy Delta    |
| 18 | TĐ | Safiou Saibou          | 31 tháng 12, 1991 (15 tuổi) |         | AS Douane        |
| 19 | TV | Koffi Alofa            | 13 tháng 7, 1990 (17 tuổi)  |         | FC Tesco         |
| 20 | TĐ | Backer Aloenouvo       | 4 tháng 7, 1990 (17 tuổi)   |         | US Masséda       |
| 21 | TM | Tidjani Sodeke         | 22 tháng 7, 1990 (17 tuổi)  |         | Louhans-Cuiseaux |

## Bảng B

### Brasil
Huấn luyện viên:  Lucho Nizzo
| Số | Vt | Cầu thủ            | Ngày sinh (tuổi)           | Số trận | Câu lạc bộ          |
| -- | -- | ------------------ | -------------------------- | ------- | ------------------- |
| 1  | TM | Marcelo            | 6 tháng 2, 1990 (17 tuổi)  |         | Flamengo            |
| 2  | HV | Rafael             | 9 tháng 7, 1990 (17 tuổi)  |         | Fluminense          |
| 3  | HV | Lázaro             | 28 tháng 6, 1990 (17 tuổi) |         | Atlético Mineiro    |
| 4  | HV | Rafael Forster     | 23 tháng 7, 1990 (17 tuổi) |         | Internacional       |
| 5  | TV | Tiago Dutra        | 17 tháng 9, 1990 (16 tuổi) |         | Grêmio              |
| 6  | HV | Fábio              | 9 tháng 7, 1990 (17 tuổi)  |         | Fluminense          |
| 7  | TĐ | Luiz Carlos Júnior | 23 tháng 4, 1990 (17 tuổi) |         | Botafogo            |
| 8  | TV | Fellipe Bastos     | 1 tháng 2, 1990 (17 tuổi)  |         | Botafogo            |
| 9  | TĐ | Maicon             | 18 tháng 2, 1990 (17 tuổi) |         | Fluminense          |
| 10 | TV | Lulinha            | 10 tháng 4, 1990 (17 tuổi) |         | Corinthians         |
| 11 | TV | Alex Teixeira      | 6 tháng 1, 1990 (17 tuổi)  |         | Vasco da Gama       |
| 12 | TM | Renan Ribeiro      | 23 tháng 3, 1990 (17 tuổi) |         | Atlético Mineiro    |
| 13 | HV | Michel Macedo      | 15 tháng 2, 1990 (17 tuổi) |         | Flamengo            |
| 14 | HV | Lucas Galdino      | 28 tháng 6, 1990 (17 tuổi) |         | Flamengo            |
| 15 | HV | Daniel             | 14 tháng 9, 1990 (16 tuổi) |         | Internacional       |
| 16 | HV | Bruno Collaço      | 8 tháng 3, 1990 (17 tuổi)  |         | Grêmio              |
| 17 | TV | Tales              | 20 tháng 1, 1990 (17 tuổi) |         | Internacional       |
| 18 | TV | Giuliano           | 31 tháng 5, 1990 (17 tuổi) |         | Paraná              |
| 19 | TĐ | Choco              | 4 tháng 1, 1990 (17 tuổi)  |         | Atlético Paranaense |
| 20 | TĐ | Fabinho            | 17 tháng 3, 1990 (17 tuổi) |         | Internacional       |
| 21 | TM | Leonardo           | 22 tháng 9, 1990 (16 tuổi) |         | São Paulo           |

### Anh
Huấn luyện viên:  John Peacock
| Số | Vt | Cầu thủ            | Ngày sinh (tuổi)            | Số trận | Câu lạc bộ        |
| -- | -- | ------------------ | --------------------------- | ------- | ----------------- |
| 1  | TM | Jason Steele       | 18 tháng 8, 1990 (17 tuổi)  |         | Middlesbrough     |
| 2  | HV | Nana Ofori-Twumasi | 15 tháng 5, 1990 (17 tuổi)  |         | Chelsea           |
| 3  | HV | James Reid         | 28 tháng 2, 1990 (17 tuổi)  |         | Nottingham Forest |
| 4  | TV | Henri Lansbury     | 12 tháng 10, 1990 (16 tuổi) |         | Arsenal           |
| 5  | TV | Krystian Pearce    | 5 tháng 1, 1990 (17 tuổi)   |         | Birmingham City   |
| 6  | HV | Tommy Smith        | 31 tháng 3, 1990 (17 tuổi)  |         | Ipswich Town      |
| 7  | TĐ | Danny Welbeck      | 26 tháng 11, 1990 (16 tuổi) |         | Manchester United |
| 8  | TV | Danny Rose         | 2 tháng 7, 1990 (17 tuổi)   |         | Tottenham         |
| 9  | TĐ | Rhys Murphy        | 6 tháng 11, 1990 (16 tuổi)  |         | Arsenal           |
| 10 | TĐ | Victor Moses       | 12 tháng 12, 1990 (16 tuổi) |         | Crystal Palace    |
| 11 | TV | Nathan Porritt     | 9 tháng 1, 1990 (17 tuổi)   |         | Middlesbrough     |
| 12 | TV | Dan Gosling        | 1 tháng 2, 1990 (17 tuổi)   |         | Plymouth Argyle   |
| 13 | TM | Alex Smithies      | 5 tháng 3, 1990 (17 tuổi)   |         | Huddersfield Town |
| 14 | TV | Michael Woods      | 6 tháng 4, 1990 (17 tuổi)   |         | Chelsea           |
| 15 | HV | Jordan Spence      | 24 tháng 5, 1990 (17 tuổi)  |         | West Ham United   |
| 16 | HV | Gavin Hoyte        | 6 tháng 6, 1990 (17 tuổi)   |         | Arsenal           |
| 17 | TĐ | Tristan Plummer    | 30 tháng 1, 1990 (17 tuổi)  |         | Bristol City      |
| 18 | TĐ | Jonathan Franks    | 8 tháng 4, 1990 (17 tuổi)   |         | Middlesbrough     |
| 19 | TĐ | Ashley Chambers    | 1 tháng 3, 1990 (17 tuổi)   |         | Leicester City    |
| 20 | TV | Medy Elito         | 20 tháng 3, 1990 (17 tuổi)  |         | Colchester United |
| 21 | TM | Wes Foderingham    | 14 tháng 1, 1991 (16 tuổi)  |         | Fulham            |

### CHDCND Triều Tiên
Huấn luyện viên:  Kim Myong-Chol
| Số | Vt | Cầu thủ         | Ngày sinh (tuổi)            | Số trận | Câu lạc bộ             |
| -- | -- | --------------- | --------------------------- | ------- | ---------------------- |
| 1  | TM | O Mun-Song      | 14 tháng 12, 1990 (16 tuổi) |         | Sobaeksu               |
| 2  | HV | Sim Hyon-Jin    | 1 tháng 1, 1991 (16 tuổi)   |         | Sobaeksu               |
| 3  | HV | Ri Hyong-Mu     | 4 tháng 11, 1991 (15 tuổi)  |         | Sobaeksu               |
| 4  | HV | Kang Kuk-Chol   | 1 tháng 7, 1990 (17 tuổi)   |         | Pyongyang              |
| 5  | HV | Kang Chol-Ryong | 20 tháng 6, 1990 (17 tuổi)  |         | Sobaeksu               |
| 6  | HV | Han Kyong-Gwang | 16 tháng 2, 1990 (17 tuổi)  |         | Sobaeksu               |
| 7  | TV | Myong Cha-Hyon  | 20 tháng 3, 1990 (17 tuổi)  |         | Sobaeksu               |
| 8  | TV | Jong Il-Ju      | 27 tháng 1, 1990 (17 tuổi)  |         | Sobaeksu               |
| 9  | TV | Ri Sang-Chol    | 26 tháng 12, 1990 (16 tuổi) |         | Amrokgang              |
| 10 | TĐ | An Il-Bom       | 2 tháng 12, 1990 (16 tuổi)  |         | Sobaeksu               |
| 11 | TĐ | Pak Kwang-Ryong | 21 tháng 9, 1992 (14 tuổi)  |         | Kigwancha              |
| 12 | TV | Pak Hyong-Jin   | 6 tháng 7, 1990 (17 tuổi)   |         | Sobaeksu               |
| 13 | TV | Pak Yu-Il       | 5 tháng 1, 1990 (17 tuổi)   |         | Sobaeksu               |
| 14 | TV | An Hyok-Il      | 10 tháng 1, 1991 (16 tuổi)  |         | Pyongyang              |
| 15 | TĐ | Rim Chol-Min    | 24 tháng 11, 1990 (16 tuổi) |         | Sobaeksu               |
| 16 | TĐ | An Pyong-Jun    | 22 tháng 5, 1990 (17 tuổi)  |         | Korea Secondary School |
| 17 | TĐ | Ri Myong-Jun    | 16 tháng 8, 1990 (17 tuổi)  |         | Sobaeksu               |
| 18 | TM | Kim Jin-Won     | 18 tháng 2, 1991 (16 tuổi)  |         | Sobaeksu               |
| 19 | HV | Kang Kyong-Hak  | 16 tháng 5, 1990 (17 tuổi)  |         | Korea Secondary School |
| 20 | TV | O Jin-Hyok      | 28 tháng 2, 1990 (17 tuổi)  |         | Rimyongsu              |
| 21 | TM | Mun Jong-Hyok   | 6 tháng 3, 1991 (16 tuổi)   |         | Wolmido                |

### New Zealand
Huấn luyện viên:  Colin Tuaa
| Số | Vt | Cầu thủ            | Ngày sinh (tuổi)            | Số trận | Câu lạc bộ              |
| -- | -- | ------------------ | --------------------------- | ------- | ----------------------- |
| 1  | TM | Michael O'Keeffe   | 9 tháng 8, 1990 (17 tuổi)   |         | Avon United             |
| 2  | HV | Anthony Hobbs      | 6 tháng 4, 1991 (16 tuổi)   |         | Glenfield Rovers        |
| 3  | HV | Mars Keomahavong   | 31 tháng 7, 1990 (17 tuổi)  |         | North Shore United      |
| 4  | TV | Colin Murphy       | 19 tháng 3, 1991 (16 tuổi)  |         | Hamilton Wanderers      |
| 5  | HV | Tim Myers          | 17 tháng 9, 1990 (16 tuổi)  |         | Eastern Suburbs         |
| 6  | HV | Nick Corliss       | 15 tháng 11, 1990 (16 tuổi) |         | Onehunga Sports         |
| 7  | TV | Jacob Mathews      | 18 tháng 6, 1990 (17 tuổi)  |         | Central United          |
| 8  | TV | Cory Chettleburgh  | 21 tháng 8, 1991 (15 tuổi)  |         | Palmerston North Marist |
| 9  | TĐ | Kosta Barbarouses  | 19 tháng 2, 1990 (17 tuổi)  |         | Wellington Phoenix      |
| 10 | TĐ | Moses Petelo       | 12 tháng 3, 1990 (17 tuổi)  |         | Western Suburbs FC      |
| 11 | TV | Ben Hunt           | 19 tháng 1, 1990 (17 tuổi)  |         | Onehunga Sports         |
| 12 | HV | Fraser Colson      | 19 tháng 3, 1990 (17 tuổi)  |         | Western Suburbs FC      |
| 13 | TĐ | Geoffrey Macintyre | 11 tháng 2, 1990 (17 tuổi)  |         | Western Suburbs FC      |
| 14 | TĐ | Chris Wood         | 7 tháng 12, 1991 (15 tuổi)  |         | Hamilton Wanderers      |
| 15 | TV | Tyson Brandt       | 28 tháng 8, 1990 (16 tuổi)  |         | Team Taranaki           |
| 16 | HV | Godwin Darkwa      | 7 tháng 1, 1991 (16 tuổi)   |         | North Shore United      |
| 17 | TV | Jason Hicks        | 16 tháng 1, 1990 (17 tuổi)  |         | Glenfield Rovers        |
| 18 | TV | Hamish Chang       | 31 tháng 3, 1990 (17 tuổi)  |         | Western Suburbs FC      |
| 19 | HV | Adam Cowen         | 13 tháng 6, 1990 (17 tuổi)  |         | Christchurch Rangers    |
| 20 | TM | Jacob Gleeson      | 26 tháng 6, 1990 (17 tuổi)  |         | Western Suburbs FC      |
| 21 | TM | Ernest Wong        | 10 tháng 11, 1990 (16 tuổi) |         | Eastern Suburbs         |

## Bảng C

### Argentina
Huấn luyện viên:  Miguel Angel Tojo
| Số | Vt | Cầu thủ              | Ngày sinh (tuổi)           | Số trận | Câu lạc bộ                  |
| -- | -- | -------------------- | -------------------------- | ------- | --------------------------- |
| 1  | TM | Luis Ojeda           | 21 tháng 3, 1990 (17 tuổi) |         | Unión de Santa Fe           |
| 2  | HV | Mateo Musacchio      | 26 tháng 8, 1990 (16 tuổi) |         | River Plate                 |
| 3  | HV | Maximiliano Oliva    | 4 tháng 3, 1990 (17 tuổi)  |         | River Plate                 |
| 4  | HV | Damián Martínez      | 31 tháng 1, 1990 (17 tuổi) |         | San Lorenzo                 |
| 5  | TV | Fernando Godoy       | 1 tháng 5, 1990 (17 tuổi)  |         | Independiente               |
| 6  | HV | Fernando Meza        | 21 tháng 3, 1990 (17 tuổi) |         | San Lorenzo                 |
| 7  | TĐ | Eduardo Salvio       | 13 tháng 7, 1990 (17 tuổi) |         | Lanus                       |
| 8  | HV | Mariano Bittolo      | 24 tháng 4, 1990 (17 tuổi) |         | Velez Sarsfield             |
| 9  | TĐ | Gustavo Fernández    | 4 tháng 8, 1990 (17 tuổi)  |         | River Plate                 |
| 10 | TĐ | Santiago Fernández   | 29 tháng 6, 1990 (17 tuổi) |         | Newell's Old Boys           |
| 11 | TV | Pablo Rolón          | 2 tháng 4, 1990 (17 tuổi)  |         | Talleres                    |
| 12 | TM | Rodrigo Meza         | 12 tháng 2, 1990 (17 tuổi) |         | San Lorenzo                 |
| 13 | TV | Franco Zuculini      | 5 tháng 9, 1990 (16 tuổi)  |         | Racing Club                 |
| 14 | HV | Alexis Machuca       | 10 tháng 5, 1990 (17 tuổi) |         | Newell's Old Boys           |
| 15 | HV | Leandro Basterrechea | 9 tháng 4, 1990 (17 tuổi)  |         | Gimnasia y Esgrima de Jujuy |
| 16 | HV | Gastón Sauro         | 23 tháng 2, 1990 (17 tuổi) |         | Boca Juniors                |
| 17 | TĐ | Carlos Benítez       | 10 tháng 4, 1990 (17 tuổi) |         | San Lorenzo                 |
| 18 | TĐ | Nicolas Mazzola      | 28 tháng 1, 1990 (17 tuổi) |         | Independiente               |
| 19 | TV | Guido Pizarro        | 26 tháng 2, 1990 (17 tuổi) |         | Lanus                       |
| 20 | TV | Daniel Carrizo       | 19 tháng 1, 1990 (17 tuổi) |         | River Plate                 |
| 21 | TM | José Luis Cornaló    | 3 tháng 1, 1990 (17 tuổi)  |         | Independiente               |

### Honduras
Huấn luyện viên:  Miguel Escalante
| Số | Vt | Cầu thủ                  | Ngày sinh (tuổi)           | Số trận | Câu lạc bộ         |
| -- | -- | ------------------------ | -------------------------- | ------- | ------------------ |
| 1  | TM | Francisco Reyes          | 7 tháng 2, 1990 (17 tuổi)  |         | Victoria           |
| 2  | HV | Gustavo Carías           | 22 tháng 7, 1991 (16 tuổi) |         | Municipal Valencia |
| 3  | HV | Angel Castro             | 8 tháng 9, 1990 (16 tuổi)  |         | Olimpia            |
| 4  | HV | Fredy Escobar            | 18 tháng 4, 1990 (17 tuổi) |         | Marathón           |
| 5  | HV | José Fonseca             | 27 tháng 5, 1990 (17 tuổi) |         | Olimpia            |
| 6  | HV | Kevin Castro             | 22 tháng 8, 1990 (16 tuổi) |         | Olimpia            |
| 7  | TĐ | Julio Ocampo             | 12 tháng 2, 1990 (17 tuổi) |         | Victoria           |
| 8  | TV | Orlin Peralta            | 12 tháng 2, 1990 (17 tuổi) |         | Vida               |
| 9  | TĐ | Fredy Sosa               | 30 tháng 1, 1990 (17 tuổi) |         | Olimpia            |
| 10 | TĐ | Christian Samir Martínez | 8 tháng 9, 1990 (16 tuổi)  |         | Victoria           |
| 11 | TĐ | Roger Rojas              | 9 tháng 6, 1990 (17 tuổi)  |         | Olimpia            |
| 12 | TM | Oscar López              | 7 tháng 3, 1990 (17 tuổi)  |         | Platense           |
| 13 | HV | Arael Lanza              | 31 tháng 1, 1990 (17 tuổi) |         | Municipal Valencia |
| 14 | TV | César Oseguera           | 20 tháng 7, 1990 (17 tuổi) |         | Real España        |
| 15 | TV | Ronald Martínez          | 26 tháng 7, 1990 (17 tuổi) |         | Motagua            |
| 16 | HV | Johnny Leverón           | 7 tháng 2, 1990 (17 tuổi)  |         | Motagua            |
| 17 | TV | Luis Garrido             | 5 tháng 11, 1990 (16 tuổi) |         | Juticalpa FC       |
| 18 | TĐ | Carlos Alexis Cruz       | 2 tháng 11, 1990 (16 tuổi) |         | Olimpia            |
| 19 | TV | Carlos Castellanos       | 9 tháng 1, 1991 (16 tuổi)  |         | Marathón           |
| 20 | TV | Alfredo Mejía            | 3 tháng 4, 1990 (17 tuổi)  |         | Real España        |
| 21 | TM | Marlon Licona            | 9 tháng 2, 1991 (16 tuổi)  |         | Motagua            |

### Tây Ban Nha
Huấn luyện viên:  Juan Santisteban
| Số | Vt | Cầu thủ            | Ngày sinh (tuổi)           | Số trận | Câu lạc bộ          |
| -- | -- | ------------------ | -------------------------- | ------- | ------------------- |
| 1  | TM | Yelco Ramos        | 21 tháng 1, 1990 (17 tuổi) |         | Villarreal          |
| 2  | HV | Álex Bolaños       | 6 tháng 1, 1990 (17 tuổi)  |         | Barcelona           |
| 3  | HV | Alberto Morgado    | 10 tháng 5, 1990 (17 tuổi) |         | Alavés              |
| 4  | HV | David Rochela      | 19 tháng 2, 1990 (17 tuổi) |         | Deportivo La Coruña |
| 5  | HV | Nacho              | 18 tháng 1, 1990 (17 tuổi) |         | Real Madrid         |
| 6  | TV | Ignacio Camacho    | 4 tháng 5, 1990 (17 tuổi)  |         | Atlético Madrid     |
| 7  | TV | Ximo Forner        | 27 tháng 1, 1990 (17 tuổi) |         | Valencia            |
| 8  | TV | David González     | 20 tháng 1, 1990 (17 tuổi) |         | Barcelona           |
| 9  | TĐ | Bojan              | 28 tháng 8, 1990 (16 tuổi) |         | Barcelona           |
| 10 | TV | Fran Mérida        | 4 tháng 3, 1990 (17 tuổi)  |         | Arsenal             |
| 11 | TĐ | Ismael López       | 29 tháng 1, 1990 (17 tuổi) |         | Athletic Bilbao     |
| 12 | TV | Lucas Porcar       | 18 tháng 2, 1990 (17 tuổi) |         | Espanyol            |
| 13 | TM | David de Gea       | 7 tháng 11, 1990 (16 tuổi) |         | Atlético Madrid     |
| 14 | TV | Iago Falque        | 4 tháng 1, 1990 (17 tuổi)  |         | Barcelona           |
| 15 | HV | Sergio Rodríguez   | 22 tháng 8, 1990 (16 tuổi) |         | Atlético Madrid     |
| 16 | TĐ | Dani Aquino        | 27 tháng 7, 1990 (17 tuổi) |         | Murcia              |
| 17 | HV | Pichu Atienza      | 18 tháng 1, 1990 (17 tuổi) |         | Atlético Madrid     |
| 18 | TV | Sergio Tejera      | 28 tháng 5, 1990 (17 tuổi) |         | Chelsea             |
| 19 | TV | Jordi Pablo        | 1 tháng 1, 1990 (17 tuổi)  |         | Villarreal          |
| 20 | TV | Asier Illarramendi | 8 tháng 3, 1990 (17 tuổi)  |         | Real Sociedad       |
| 21 | TM | Diego Mariño       | 9 tháng 5, 1990 (17 tuổi)  |         | Villarreal          |

### Syria
Huấn luyện viên:  Mohamad Aljomaa
| Số | Vt | Cầu thủ           | Ngày sinh (tuổi)            | Số trận | Câu lạc bộ |
| -- | -- | ----------------- | --------------------------- | ------- | ---------- |
| 1  | TM | Ahmad Madnia      | 1 tháng 1, 1990 (17 tuổi)   |         | Teshrin    |
| 2  | HV | Ahmad Al Salih    | 20 tháng 5, 1990 (17 tuổi)  |         | Al-Jaish   |
| 3  | HV | Mohamad Zbida     | 20 tháng 5, 1990 (17 tuổi)  |         | Al-Wahda   |
| 4  | TV | Khaled Al Brijawi | 8 tháng 7, 1990 (17 tuổi)   |         | Al-Majd    |
| 5  | HV | Abd Al Nasr Hasan | 28 tháng 10, 1990 (16 tuổi) |         | Unknown    |
| 6  | TV | Hussam Al Hamawi  | 22 tháng 8, 1990 (16 tuổi)  |         | Al-Majd    |
| 7  | TĐ | Ziad Ajouz        | 18 tháng 1, 1990 (17 tuổi)  |         | Teshrin    |
| 8  | HV | Adnan Haj Yousef  | 20 tháng 1, 1990 (17 tuổi)  |         | Al-Ittihad |
| 9  | TV | Tamer Haj Mohamad | 3 tháng 4, 1990 (17 tuổi)   |         | Al-Karamah |
| 10 | TV | Mohamad Midou     | 11 tháng 6, 1990 (17 tuổi)  |         | Al-Ittihad |
| 11 | TĐ | Mohamad Abadi     | 3 tháng 9, 1990 (16 tuổi)   |         | Al-Futowa  |
| 12 | HV | Ahmed Afash       | 2 tháng 7, 1994 (13 tuổi)   |         | Al-Ittihad |
| 13 | TV | Mohamad Zaytoun   | 15 tháng 9, 1990 (16 tuổi)  |         | Jableh     |
| 14 | TV | Oday Jafal        | 27 tháng 5, 1990 (17 tuổi)  |         | Al-Futowa  |
| 15 | TĐ | Alaa Al Shbli     | 3 tháng 5, 1990 (17 tuổi)   |         | Al-Karamah |
| 16 | TM | Nour Assad        | 24 tháng 1, 1990 (17 tuổi)  |         | Al-Jaish   |
| 17 | TV | Solaiman Solaiman | 6 tháng 5, 1990 (17 tuổi)   |         | Al-Futowa  |
| 18 | HV | Rajab Tubarakji   | 16 tháng 2, 1990 (17 tuổi)  |         | Al-Ittihad |
| 19 | HV | Khaled Al Hurani  | 1 tháng 1, 1990 (17 tuổi)   |         | Al-Horriya |
| 20 | TĐ | Hani Al Taiar     | 1 tháng 5, 1990 (17 tuổi)   |         | Al-Karamah |
| 21 | TM | Akid Khalil       | 4 tháng 1, 1990 (17 tuổi)   |         | Al-Jihad   |

## Bảng D

### Pháp
Huấn luyện viên:  François Blaquart
| Số | Vt | Cầu thủ           | Ngày sinh (tuổi)            | Số trận | Câu lạc bộ          |
| -- | -- | ----------------- | --------------------------- | ------- | ------------------- |
| 1  | TM | Joris Delle       | 29 tháng 3, 1990 (17 tuổi)  |         | Metz                |
| 2  | HV | Frédéric Duplus   | 7 tháng 4, 1990 (17 tuổi)   |         | Sochaux             |
| 3  | HV | Romain Villard    | 9 tháng 1, 1990 (17 tuổi)   |         | Grenoble            |
| 4  | HV | Matthieu Saunier  | 7 tháng 2, 1990 (17 tuổi)   |         | Bordeaux            |
| 5  | HV | Mamadou Sakho     | 13 tháng 2, 1990 (17 tuổi)  |         | Paris Saint-Germain |
| 6  | TV | Saïd Mehamha      | 4 tháng 9, 1990 (16 tuổi)   |         | Lyon                |
| 7  | TV | Yann M'Vila       | 29 tháng 6, 1990 (17 tuổi)  |         | Rennes              |
| 8  | TV | Martial Riff      | 22 tháng 2, 1990 (17 tuổi)  |         | Sochaux             |
| 9  | TĐ | Damien Le Tallec  | 19 tháng 4, 1990 (17 tuổi)  |         | Rennes              |
| 10 | TĐ | Thibaut Bourgeois | 5 tháng 1, 1990 (17 tuổi)   |         | Metz                |
| 11 | TV | Abdoul Camara     | 20 tháng 2, 1990 (17 tuổi)  |         | Rennes              |
| 12 | HV | Aristote Lusinga  | 20 tháng 2, 1990 (17 tuổi)  |         | Nantes              |
| 13 | HV | Badis Lebbihi     | 14 tháng 3, 1990 (17 tuổi)  |         | Lille               |
| 14 | HV | Mickaël Nelson    | 2 tháng 2, 1990 (17 tuổi)   |         | Montpellier         |
| 15 | TĐ | Vincent Acapandié | 9 tháng 2, 1990 (17 tuổi)   |         | Auxerre             |
| 16 | TM | Abdoulaye Keita   | 19 tháng 8, 1990 (16 tuổi)  |         | Bordeaux            |
| 17 | TV | Alfred N'Diaye    | 6 tháng 3, 1990 (17 tuổi)   |         | Nancy               |
| 18 | TĐ | Hervé Bazile      | 18 tháng 3, 1990 (17 tuổi)  |         | Guingamp            |
| 19 | TĐ | Henri Saivet      | 26 tháng 10, 1990 (16 tuổi) |         | Bordeaux            |
| 20 | TĐ | Emmanuel Rivière  | 3 tháng 3, 1990 (17 tuổi)   |         | Saint-Etienne       |
| 21 | TM | Samuel Atrous     | 15 tháng 2, 1990 (17 tuổi)  |         | Lens                |

### Haiti
Huấn luyện viên:  Jean Yves Labaze
| Số | Vt | Cầu thủ               | Ngày sinh (tuổi)            | Số trận | Câu lạc bộ       |
| -- | -- | --------------------- | --------------------------- | ------- | ---------------- |
| 1  | TM | Shelson Dorleans      | 15 tháng 10, 1990 (16 tuổi) |         | AS Mirebalais    |
| 2  | HV | Mechack Jérôme        | 21 tháng 4, 1990 (17 tuổi)  |         | Triomphe AC      |
| 3  | HV | Gregory Ismael        | 9 tháng 5, 1991 (16 tuổi)   |         | Roulado          |
| 4  | HV | Peterson Desriviere   | 17 tháng 10, 1990 (16 tuổi) |         | AS Mirebalais    |
| 5  | HV | Jeff Narcisse         | 3 tháng 3, 1991 (16 tuổi)   |         | AS Mirebalais    |
| 6  | HV | Bitielo Jean Jacques  | 28 tháng 12, 1990 (16 tuổi) |         | Victory SC       |
| 7  | TĐ | Fabien Vorbe          | 4 tháng 1, 1990 (17 tuổi)   |         | Violette A.C.    |
| 8  | TV | Widner Saint-Cyr      | 18 tháng 11, 1990 (16 tuổi) |         | Victory SC       |
| 9  | TĐ | Géraldy Joseph        | 28 tháng 5, 1990 (17 tuổi)  |         | Valencia         |
| 10 | TV | Charles Herold Junior | 29 tháng 5, 1990 (17 tuổi)  |         | Tempête          |
| 11 | TV | Valdo Normil          | 19 tháng 12, 1990 (16 tuổi) |         | AS Grand Goâve   |
| 12 | TĐ | Gilberto Sylvain      | 17 tháng 8, 1990 (17 tuổi)  |         | Victory SC       |
| 13 | TĐ | Herode Charles        | 12 tháng 9, 1990 (16 tuổi)  |         | Rangers FC       |
| 14 | TV | Peterson Joseph       | 24 tháng 4, 1990 (17 tuổi)  |         | Aigle            |
| 15 | TV | Wiselet Saint-Louis   | 10 tháng 9, 1990 (16 tuổi)  |         | AS Mirebalais    |
| 16 | HV | Nikola Perou          | 24 tháng 4, 1990 (17 tuổi)  |         | Alençon          |
| 17 | TV | Joseph Guemsly Junior | 3 tháng 1, 1990 (17 tuổi)   |         | Baltimore SC     |
| 18 | TĐ | Mark Yves Luxama      | 23 tháng 5, 1991 (16 tuổi)  |         | Brooklyn Knights |
| 19 | TV | Yann Attié            | 8 tháng 1, 1991 (16 tuổi)   |         | Violette A.C.    |
| 20 | TM | Ludovick Latortue     | 1 tháng 7, 1990 (17 tuổi)   |         | Violette A.C.    |
| 21 | TM | William Richard Morse | 18 tháng 12, 1990 (16 tuổi) |         | Union School     |

### Nhật Bản
Huấn luyện viên:  Hiroshi Jofuku
| Số | Vt | Cầu thủ           | Ngày sinh (tuổi)           | Số trận | Câu lạc bộ                  |
| -- | -- | ----------------- | -------------------------- | ------- | --------------------------- |
| 1  | TM | Ryotaro Hironaga  | 9 tháng 1, 1990 (17 tuổi)  |         | F.C. Tokyo                  |
| 2  | HV | Takashi Kanai     | 5 tháng 2, 1990 (17 tuổi)  |         | Yokohama F. Marinos         |
| 3  | HV | Daisuke Suzuki    | 29 tháng 1, 1990 (17 tuổi) |         | Seiryo High School          |
| 4  | HV | Kimihiro Kai      | 16 tháng 5, 1990 (17 tuổi) |         | Yokohama F. Marinos         |
| 5  | HV | Shunki Takahashi  | 4 tháng 5, 1990 (17 tuổi)  |         | Urawa Red Diamonds          |
| 6  | TV | Tomotaka Okamoto  | 29 tháng 6, 1990 (17 tuổi) |         | Sanfrecce Hiroshima         |
| 7  | HV | Yutaka Yoshida    | 17 tháng 2, 1990 (17 tuổi) |         | Shizuoka Gakuen High School |
| 8  | TĐ | Yoichiro Kakitani | 3 tháng 1, 1990 (17 tuổi)  |         | Cerezo Osaka                |
| 9  | TV | Kohei Hattanda    | 8 tháng 1, 1990 (17 tuổi)  |         | Kagoshima Chuo High School  |
| 10 | TV | Naoki Yamada      | 4 tháng 7, 1990 (17 tuổi)  |         | Urawa Red Diamonds          |
| 11 | TV | Kota Mizunuma     | 22 tháng 2, 1990 (17 tuổi) |         | Yokohama F. Marinos         |
| 12 | TV | Tsukasa Masuyama  | 25 tháng 1, 1990 (17 tuổi) |         | Gifu Kogyo High School      |
| 13 | TV | Takuji Yonemoto   | 3 tháng 12, 1990 (16 tuổi) |         | Itami High School           |
| 14 | TV | Hiroki Kawano     | 30 tháng 3, 1990 (17 tuổi) |         | Tokyo Verdy                 |
| 15 | TĐ | Shohei Otsuka     | 11 tháng 4, 1990 (17 tuổi) |         | Gamba Osaka                 |
| 16 | TV | Manabu Saito      | 4 tháng 4, 1990 (17 tuổi)  |         | Yokohama F. Marinos         |
| 17 | TĐ | Jin Hanato        | 31 tháng 5, 1990 (17 tuổi) |         | Yokohama F. Marinos         |
| 18 | TM | Yutaro Hara       | 23 tháng 4, 1990 (17 tuổi) |         | Sanfrecce Hiroshima         |
| 19 | TV | Hiroto Tanaka     | 26 tháng 4, 1990 (17 tuổi) |         | Gamba Osaka                 |
| 20 | HV | Ryo Okui          | 7 tháng 3, 1990 (17 tuổi)  |         | Riseisha High School        |
| 21 | TM | Satoshi Yoshida   | 10 tháng 2, 1990 (17 tuổi) |         | Luther Senior High School   |

### Nigeria
Huấn luyện viên:  Yemi Tella
| Số | Vt | Cầu thủ             | Ngày sinh (tuổi)            | Số trận | Câu lạc bộ                    |
| -- | -- | ------------------- | --------------------------- | ------- | ----------------------------- |
| 1  | TM | Laide Okanlawon     | 31 tháng 12, 1990 (16 tuổi) |         | Crystal FC                    |
| 2  | HV | Ganiyu Oseni        | 19 tháng 9, 1991 (15 tuổi)  |         | Prime                         |
| 3  | HV | Usman Amodu         | 16 tháng 12, 1990 (16 tuổi) |         | Abuja                         |
| 4  | HV | Azeez Balogun       | 10 tháng 12, 1990 (16 tuổi) |         | AS Porto Novo                 |
| 5  | HV | Kingsley Udoh       | 7 tháng 12, 1990 (16 tuổi)  |         | Crystal FC                    |
| 6  | HV | Daniel Joshua       | 30 tháng 12, 1990 (16 tuổi) |         | Niger Tornadoes               |
| 7  | TĐ | King Osanga         | 6 tháng 10, 1990 (16 tuổi)  |         | Akwa United                   |
| 8  | TĐ | Kabiru Akinsola     | 21 tháng 1, 1991 (16 tuổi)  |         | Unattached                    |
| 9  | TĐ | Macauley Chrisantus | 20 tháng 8, 1990 (16 tuổi)  |         | Abuja                         |
| 10 | TV | Rabiu Ibrahim       | 15 tháng 3, 1991 (16 tuổi)  |         | Gateway                       |
| 11 | HV | Matthew Edile       | 6 tháng 12, 1990 (16 tuổi)  |         | Weekend Soccer Academy        |
| 12 | TM | Dele Ajiboye        | 7 tháng 8, 1990 (17 tuổi)   |         | Prime                         |
| 13 | TĐ | Yakubu Alfa         | 31 tháng 12, 1990 (16 tuổi) |         | Niger Tornadoes               |
| 14 | TV | Lukman Abdulkarim   | 6 tháng 9, 1990 (16 tuổi)   |         | Moderate Stars Academy        |
| 15 | TV | Sheriff Isa         | 10 tháng 11, 1990 (16 tuổi) |         | Sultan Atiku Secondary School |
| 16 | TV | Mustapha Ibrahim    | 13 tháng 12, 1990 (16 tuổi) |         | Dan Amadu Academy             |
| 17 | TV | Uremu Egbeta        | 15 tháng 11, 1991 (15 tuổi) |         | Nigeria Port Authority        |
| 18 | TV | Ademola Rafeal      | 4 tháng 11, 1990 (16 tuổi)  |         | Westor Academy                |
| 19 | TV | Saheed Fabiyi       | 23 tháng 12, 1990 (16 tuổi) |         | Sumal FC                      |
| 20 | TV | Lukman Haruna       | 4 tháng 12, 1990 (16 tuổi)  |         | Moderate Stars Academy        |
| 21 | TM | Uche Okafor         | 10 tháng 2, 1991 (16 tuổi)  |         | Kaduna United                 |

## Bảng E

### Bỉ
Huấn luyện viên:  Bob Browaeys
| Số | Vt | Cầu thủ            | Ngày sinh (tuổi)            | Số trận | Câu lạc bộ     |
| -- | -- | ------------------ | --------------------------- | ------- | -------------- |
| 1  | TM | Jo Coppens         | 21 tháng 12, 1990 (16 tuổi) |         | Genk           |
| 2  | HV | Dimitri Daeseleire | 18 tháng 5, 1990 (17 tuổi)  |         | Genk           |
| 3  | HV | Maxim Geurden      | 2 tháng 11, 1990 (16 tuổi)  |         | Genk           |
| 4  | HV | Koen Hustinx       | 30 tháng 1, 1990 (17 tuổi)  |         | Genk           |
| 5  | HV | Koen Weuts         | 18 tháng 9, 1990 (16 tuổi)  |         | Lierse         |
| 6  | TV | Laurens Spruyt     | 5 tháng 1, 1990 (17 tuổi)   |         | Genk           |
| 7  | TĐ | Guillaume François | 3 tháng 6, 1990 (17 tuổi)   |         | Mouscron       |
| 8  | TV | Sebastien Phiri    | 1 tháng 7, 1990 (17 tuổi)   |         | FC Brussels    |
| 9  | TĐ | Nill De Pauw       | 6 tháng 1, 1990 (17 tuổi)   |         | Lokeren        |
| 10 | TV | Eden Hazard        | 7 tháng 1, 1991 (16 tuổi)   |         | Lille          |
| 11 | TĐ | Kevin Kis          | 26 tháng 9, 1990 (16 tuổi)  |         | Genk           |
| 12 | TM | Stefan Deloose     | 14 tháng 1, 1990 (17 tuổi)  |         | Lokeren        |
| 13 | HV | Bryan Delvigne     | 30 tháng 1, 1990 (17 tuổi)  |         | Meux           |
| 14 | HV | Rudy Ngombo        | 25 tháng 3, 1990 (17 tuổi)  |         | Standard Liège |
| 15 | HV | Cedric Guiro       | 6 tháng 4, 1990 (17 tuổi)   |         | Club Brugge    |
| 16 | HV | Manuel De Castris  | 20 tháng 9, 1990 (16 tuổi)  |         | Standard Liège |
| 17 | TV | Kerem Zevne        | 16 tháng 1, 1990 (17 tuổi)  |         | Genk           |
| 18 | TĐ | Maurizio Aquino    | 1 tháng 3, 1990 (17 tuổi)   |         | Genk           |
| 19 | TĐ | Christian Benteke  | 3 tháng 12, 1990 (16 tuổi)  |         | Genk           |
| 20 | TĐ | Jens Dyck          | 5 tháng 3, 1990 (17 tuổi)   |         | Club Brugge    |
| 21 | TM | Nathan Goris       | 30 tháng 3, 1990 (17 tuổi)  |         | Lierse         |

### Tajikistan
Huấn luyện viên:  Pulod Kodirov
| Số | Vt | Cầu thủ                | Ngày sinh (tuổi)            | Số trận | Câu lạc bộ              |
| -- | -- | ---------------------- | --------------------------- | ------- | ----------------------- |
| 1  | TM | Farrukh Berdiev        | 14 tháng 5, 1991 (16 tuổi)  |         | Regar-TadAZ Tursunzoda  |
| 2  | HV | Sheroz Abdulloev       | 12 tháng 4, 1991 (16 tuổi)  |         | Parvoz Bobojon Ghafurov |
| 3  | HV | Eraj Rajabov           | 11 tháng 9, 1990 (16 tuổi)  |         | Dynamo Dushanbe         |
| 4  | HV | Romiz Bakhriddinov     | 1 tháng 12, 1990 (16 tuổi)  |         | Dynamo Dushanbe         |
| 5  | HV | Farkhod Vasiev         | 14 tháng 4, 1990 (17 tuổi)  |         | Saturn Moscow           |
| 6  | TV | Kurbonali Sobirov      | 17 tháng 12, 1991 (15 tuổi) |         | Dynamo Dushanbe         |
| 7  | TV | Buzurgmekhr Yusupov    | 1 tháng 11, 1991 (15 tuổi)  |         | Dynamo Dushanbe         |
| 8  | TV | Manuchehr Jalilov      | 27 tháng 9, 1990 (16 tuổi)  |         | Lokomotiv Moscow        |
| 9  | TV | Samad Shohzukhurov     | 8 tháng 2, 1990 (17 tuổi)   |         | Dynamo Dushanbe         |
| 10 | TĐ | Davronjon Tukhtasunov  | 14 tháng 5, 1990 (17 tuổi)  |         | Dynamo Dushanbe         |
| 11 | TĐ | Nuriddin Davronov      | 16 tháng 1, 1991 (16 tuổi)  |         | Energetik Dushanbe      |
| 12 | TĐ | Abdukayum Karabaev     | 24 tháng 5, 1990 (17 tuổi)  |         | Vakhsh Qurghonteppa     |
| 13 | TĐ | Shahzod Suleimonov     | 7 tháng 11, 1992 (14 tuổi)  |         | SKA-Pomir               |
| 14 | TĐ | Farhod Tohirov         | 29 tháng 5, 1990 (17 tuổi)  |         | Parvoz Bobojon Ghafurov |
| 15 | HV | Furug Qodirov          | 10 tháng 2, 1992 (15 tuổi)  |         | Dynamo Dushanbe         |
| 16 | TM | Mirali Murodov         | 20 tháng 4, 1990 (17 tuổi)  |         | Dynamo Dushanbe         |
| 17 | TV | Umedzhon Sharipov      | 9 tháng 9, 1990 (16 tuổi)   |         | Vakhsh Qurghonteppa     |
| 18 | TV | Fatkhullo Fatkhuloev   | 24 tháng 3, 1990 (17 tuổi)  |         | Dynamo Dushanbe         |
| 19 | TĐ | Muzafar Fuzaylov       | 21 tháng 9, 1990 (16 tuổi)  |         | SKA-Pomir               |
| 20 | HV | Isomiddin Qurbonov     | 12 tháng 9, 1990 (16 tuổi)  |         | Dynamo Dushanbe         |
| 21 | TM | Bakhtovar Nusratulloev | 8 tháng 6, 1990 (17 tuổi)   |         | Daler Gozimalik         |

### Tunisia
Huấn luyện viên:  Maher Kanzari
| Số | Vt | Cầu thủ               | Ngày sinh (tuổi)            | Số trận | Câu lạc bộ      |
| -- | -- | --------------------- | --------------------------- | ------- | --------------- |
| 1  | TM | Habib Tounsi          | 6 tháng 2, 1990 (17 tuổi)   |         | Espérance       |
| 2  | HV | Mohamed Karoui        | 16 tháng 3, 1990 (17 tuổi)  |         | Espérance       |
| 3  | HV | Bilel Ifa             | 9 tháng 3, 1990 (17 tuổi)   |         | Club Africain   |
| 4  | HV | Hamza Tlili           | 28 tháng 1, 1990 (17 tuổi)  |         | JS Kairouan     |
| 5  | HV | Meher Jaballah        | 29 tháng 3, 1990 (17 tuổi)  |         | Étoile du Sahel |
| 6  | TV | Mohamed Wazani        | 28 tháng 1, 1990 (17 tuổi)  |         | Stade Tunisien  |
| 7  | TĐ | Rafik Dkhil           | 1 tháng 2, 1990 (17 tuổi)   |         | Espérance       |
| 8  | TV | Ala Eddine Abbes      | 6 tháng 2, 1990 (17 tuổi)   |         | Étoile du Sahel |
| 9  | TĐ | Mohamed Ben Azouz     | 3 tháng 9, 1990 (16 tuổi)   |         | Espérance       |
| 10 | TV | Nour Hadhria          | 4 tháng 9, 1990 (16 tuổi)   |         | Club Africain   |
| 11 | TĐ | Mossaâb Sassi         | 12 tháng 3, 1990 (17 tuổi)  |         | Étoile du Sahel |
| 12 | TV | Sadok Arbi            | 14 tháng 1, 1990 (17 tuổi)  |         | Espérance       |
| 13 | TĐ | Khaled Ayari          | 17 tháng 1, 1990 (17 tuổi)  |         | AS Ariana       |
| 14 | HV | Slim Marzougui        | 4 tháng 5, 1990 (17 tuổi)   |         | Club Africain   |
| 15 | TV | Majdi Makhzoumi       | 5 tháng 2, 1990 (17 tuổi)   |         | Club Africain   |
| 16 | TM | Atef Dikhili          | 4 tháng 4, 1990 (17 tuổi)   |         | Jendouba Sport  |
| 17 | TV | Youssef Msakni        | 28 tháng 10, 1990 (16 tuổi) |         | Stade Tunisien  |
| 18 | TV | Ahmed Mejri           | 12 tháng 7, 1990 (17 tuổi)  |         | Espérance       |
| 19 | HV | Saifeddine Ben Akremi | 2 tháng 4, 1990 (17 tuổi)   |         | Club Africain   |
| 20 | TV | Oussama Boughanmi     | 5 tháng 1, 1990 (17 tuổi)   |         | Stade Tunisien  |
| 21 | TM | Mohamed Ali Souidi    | 11 tháng 5, 1990 (17 tuổi)  |         | Club Africain   |

### Hoa Kỳ
Huấn luyện viên:  John Hackworth
| Số | Vt | Cầu thủ           | Ngày sinh (tuổi)            | Số trận | Câu lạc bộ          |
| -- | -- | ----------------- | --------------------------- | ------- | ------------------- |
| 1  | TM | Josh Lambo        | 19 tháng 11, 1990 (16 tuổi) |         | Chicago Magic       |
| 2  | HV | Sheanon Williams  | 17 tháng 3, 1990 (17 tuổi)  |         | FC Greater Boston   |
| 3  | HV | Mykell Bates      | 15 tháng 4, 1990 (17 tuổi)  |         | River City Clash    |
| 4  | HV | Tommy Meyer       | 20 tháng 3, 1990 (17 tuổi)  |         | Scott Gallagher     |
| 5  | HV | Chris Klute       | 5 tháng 3, 1990 (17 tuổi)   |         | Dallas Texans       |
| 6  | TV | Daniel Wenzel     | 13 tháng 4, 1990 (17 tuổi)  |         | FC United           |
| 7  | HV | Kofi Sarkodie     | 22 tháng 3, 1991 (16 tuổi)  |         | Ohio FC Mutiny      |
| 8  | TV | Jared Jeffrey     | 14 tháng 6, 1990 (17 tuổi)  |         | Dallas Texans       |
| 9  | TĐ | Ellis McLoughlin  | 8 tháng 7, 1990 (17 tuổi)   |         | Crossfire Premier   |
| 10 | TV | Bryan Dominguez   | 7 tháng 3, 1991 (16 tuổi)   |         | Concorde Fire       |
| 11 | TĐ | Fuad Ibrahim      | 15 tháng 8, 1991 (16 tuổi)  |         | FC Dallas           |
| 12 | TV | Kirk Urso         | 6 tháng 3, 1990 (17 tuổi)   |         | Chicago Sockers     |
| 13 | TĐ | Billy Schuler     | 27 tháng 4, 1990 (17 tuổi)  |         | Matchfit Academy    |
| 14 | TĐ | Danny Cruz        | 3 tháng 1, 1990 (17 tuổi)   |         | Sereno Soccer Club  |
| 15 | TV | Brek Shea         | 28 tháng 2, 1990 (17 tuổi)  |         | Texans FC           |
| 16 | HV | Brandon Zimmerman | 6 tháng 10, 1990 (16 tuổi)  |         | Crossfire Premier   |
| 17 | TV | Greg Garza        | 16 tháng 8, 1991 (16 tuổi)  |         | Dallas Texans       |
| 18 | TM | Zac MacMath       | 7 tháng 8, 1991 (16 tuổi)   |         | Clearwater Chargers |
| 19 | TĐ | Alex Nimo         | 21 tháng 3, 1990 (17 tuổi)  |         | FC Portland         |
| 20 | TM | Larry Jackson     | 28 tháng 9, 1990 (16 tuổi)  |         | DeAnza Force        |
| 21 | TV | Brendan King      | 25 tháng 2, 1990 (17 tuổi)  |         | Chicago Magic       |

## Bảng F

### Colombia
Huấn luyện viên:  Eduardo Lara
| Số | Vt | Cầu thủ                          | Ngày sinh (tuổi)            | Số trận | Câu lạc bộ               |
| -- | -- | -------------------------------- | --------------------------- | ------- | ------------------------ |
| 1  | TM | Mauricio Acosta                  | 22 tháng 2, 1990 (17 tuổi)  |         | Santa Fe                 |
| 2  | HV | Ricardo Chará                    | 24 tháng 5, 1990 (17 tuổi)  |         | Centauros Villavicencio  |
| 3  | HV | Eduard Sthivinson Zea Chávez     | 19 tháng 1, 1990 (17 tuổi)  |         | Deportes Quindío         |
| 4  | TV | Charles Quinto                   | 2 tháng 12, 1990 (16 tuổi)  |         | Envigado                 |
| 5  | HV | Sebastián Viáfara Carabalí       | 2 tháng 4, 1991 (16 tuổi)   |         | Centauros Villavicencio  |
| 6  | TV | Julián Guillermo Rojas           | 28 tháng 2, 1990 (17 tuổi)  |         | Academia                 |
| 7  | TĐ | Cristian Nazarit                 | 13 tháng 8, 1990 (17 tuổi)  |         | América de Cali          |
| 8  | TV | Ricardo Villarraga               | 23 tháng 4, 1990 (17 tuổi)  |         | Santa Fe                 |
| 9  | TĐ | Santiago Tréllez                 | 17 tháng 1, 1990 (17 tuổi)  |         | Independiente Medellín   |
| 10 | TV | James Rodríguez                  | 12 tháng 7, 1991 (16 tuổi)  |         | Envigado                 |
| 11 | TV | Oneíder Álvarez Orozco           | 8 tháng 9, 1990 (16 tuổi)   |         | Cortuluá                 |
| 12 | TM | Andrés Felipe Mosquera Marmolejo | 10 tháng 9, 1991 (15 tuổi)  |         | Santa Fe Bogotá          |
| 13 | HV | Carlos Julio Ramos Fernández     | 11 tháng 2, 1990 (17 tuổi)  |         | Envigado                 |
| 14 | TV | Junior Javier Romero Flores      | 18 tháng 2, 1990 (17 tuổi)  |         | Unión Magdalena          |
| 15 | TV | Ricardo Serna Medina             | 26 tháng 1, 1990 (17 tuổi)  |         | Deportivo Cali           |
| 16 | TV | Miguel Julio Rosete              | 21 tháng 2, 1991 (16 tuổi)  |         | Independiente Medellín   |
| 17 | HV | Andrés Felipe Mosquera Guardia   | 20 tháng 2, 1990 (17 tuổi)  |         | Independiente Medellín   |
| 18 | TV | José Gabriel Ramírez             | 18 tháng 9, 1990 (16 tuổi)  |         | Envigado                 |
| 19 | TĐ | Raúl Asprilla                    | 12 tháng 12, 1991 (15 tuổi) |         | Chicó                    |
| 20 | TĐ | Felipe Pardo                     | 17 tháng 8, 1990 (17 tuổi)  |         | Deportivo Cali           |
| 21 | TM | Jaiber Cardona                   | 19 tháng 1, 1990 (17 tuổi)  |         | Escuela Carlos Sarmiento |

### Đức
Huấn luyện viên:  Heiko Herrlich
| Số | Vt | Cầu thủ             | Ngày sinh (tuổi)           | Số trận | Câu lạc bộ               |
| -- | -- | ------------------- | -------------------------- | ------- | ------------------------ |
| 1  | TM | Fabian Giefer       | 17 tháng 5, 1990 (17 tuổi) |         | Bayer Leverkusen         |
| 2  | HV | Kai Evers           | 5 tháng 5, 1990 (17 tuổi)  |         | Borussia Dortmund        |
| 3  | HV | Jonas Strifler      | 30 tháng 1, 1990 (17 tuổi) |         | 1899 Hoffenheim          |
| 4  | HV | Nils Teixeira       | 10 tháng 7, 1990 (17 tuổi) |         | Bayer Leverkusen         |
| 5  | TV | Konstantin Rausch   | 15 tháng 3, 1990 (17 tuổi) |         | Hannover 96              |
| 6  | TV | Kevin Wolze         | 9 tháng 3, 1990 (17 tuổi)  |         | Bolton Wanderers         |
| 7  | TĐ | Henning Sauerbier   | 6 tháng 1, 1990 (17 tuổi)  |         | Bayer Leverkusen         |
| 8  | TV | Patrick Funk        | 11 tháng 2, 1990 (17 tuổi) |         | VfB Stuttgart            |
| 9  | TĐ | Richard Sukuta-Pasu | 24 tháng 6, 1990 (17 tuổi) |         | Bayer Leverkusen         |
| 10 | TV | Toni Kroos          | 4 tháng 1, 1990 (17 tuổi)  |         | Bayern Munich            |
| 11 | TĐ | Dennis Dowidat      | 10 tháng 1, 1990 (17 tuổi) |         | Borussia Mönchengladbach |
| 12 | TM | Rene Vollath        | 20 tháng 3, 1990 (17 tuổi) |         | 1. FC Nürnberg           |
| 13 | TV | Mehmet Ekici        | 25 tháng 3, 1990 (17 tuổi) |         | Bayern Munich            |
| 14 | HV | Matthias Haas       | 17 tháng 4, 1990 (17 tuổi) |         | Bayern Munich            |
| 15 | TV | Tony Jantschke      | 7 tháng 4, 1990 (17 tuổi)  |         | Borussia Mönchengladbach |
| 16 | TV | Sebastian Rudy      | 28 tháng 2, 1990 (17 tuổi) |         | VfB Stuttgart            |
| 17 | TĐ | Alexander Esswein   | 25 tháng 3, 1990 (17 tuổi) |         | 1. FC Kaiserslautern     |
| 18 | HV | Mario Erb           | 16 tháng 6, 1990 (17 tuổi) |         | Bayern Munich            |
| 19 | TĐ | Fabian Broghammer   | 14 tháng 1, 1990 (17 tuổi) |         | 1899 Hoffenheim          |
| 20 | TV | Sascha Bigalke      | 8 tháng 1, 1990 (17 tuổi)  |         | Hertha BSC               |
| 21 | TM | Kevin Trapp         | 8 tháng 7, 1990 (17 tuổi)  |         | 1. FC Kaiserslautern     |

### Ghana
Huấn luyện viên:  Sellas Tetteh
| Số | Vt | Cầu thủ             | Ngày sinh (tuổi)            | Số trận | Câu lạc bộ            |
| -- | -- | ------------------- | --------------------------- | ------- | --------------------- |
| 1  | TM | Joseph Addo         | 2 tháng 11, 1990 (16 tuổi)  |         | Hasaacas              |
| 2  | TĐ | Abdulai Seidu       | 8 tháng 9, 1992 (14 tuổi)   |         | Samreka               |
| 3  | HV | Paul Addo           | 14 tháng 6, 1990 (17 tuổi)  |         | Fair Point            |
| 4  | HV | Daniel Opare        | 18 tháng 10, 1990 (16 tuổi) |         | Ashanti Gold SC       |
| 5  | TV | Francis Boadi       | 23 tháng 11, 1991 (15 tuổi) |         | Great Olympics        |
| 6  | HV | Tetteh Nortey       | 20 tháng 11, 1990 (16 tuổi) |         | African United        |
| 7  | TĐ | Abeiku Quansah      | 2 tháng 11, 1990 (16 tuổi)  |         | Windy Professionals   |
| 8  | TV | Enoch Kofi Adu      | 14 tháng 9, 1990 (16 tuổi)  |         | Liberty Professionals |
| 9  | TĐ | Sadick Adams        | 1 tháng 1, 1990 (17 tuổi)   |         | Ashanti Gold SC       |
| 10 | TĐ | Ransford Osei       | 5 tháng 12, 1990 (16 tuổi)  |         | Kessben F.C.          |
| 11 | TĐ | Ishmael Yartey      | 11 tháng 1, 1990 (17 tuổi)  |         | All Blacks            |
| 12 | HV | Philip Boampong     | 1 tháng 1, 1990 (17 tuổi)   |         | Maxbees               |
| 13 | HV | Meisuna Alhassan    | 16 tháng 5, 1990 (17 tuổi)  |         | Eleven Wise           |
| 14 | TĐ | Isaac Donkor        | 16 tháng 11, 1991 (15 tuổi) |         | Hasaacas              |
| 15 | HV | Eric Opoku          | 11 tháng 11, 1991 (15 tuổi) |         | Corners Babies        |
| 16 | TM | Baba Sampana        | 14 tháng 12, 1990 (16 tuổi) |         | Shelter Force         |
| 17 | TV | Richard Mpong       | 4 tháng 7, 1990 (17 tuổi)   |         | All Blacks            |
| 18 | TĐ | Kelvin Bossman      | 20 tháng 1, 1991 (16 tuổi)  |         | Reading               |
| 19 | TV | Abdul Naza Alhassan | 17 tháng 6, 1990 (17 tuổi)  |         | Maxbees               |
| 20 | TĐ | Prince Gyimah       | 25 tháng 12, 1990 (16 tuổi) |         | Arsenal               |
| 21 | TM | Robert Dabuo        | 10 tháng 11, 1990 (16 tuổi) |         | Wa All Stars          |

### Trinidad và Tobago
Huấn luyện viên:  Anton Corneal
| Số | Vt | Cầu thủ           | Ngày sinh (tuổi)            | Số trận | Câu lạc bộ                |
| -- | -- | ----------------- | --------------------------- | ------- | ------------------------- |
| 1  | TM | Jesse Fullerton   | 20 tháng 10, 1990 (16 tuổi) |         | Weston Fury               |
| 2  | HV | Aubrey David      | 11 tháng 10, 1990 (16 tuổi) |         | W Connection              |
| 3  | HV | Ryan O'Neil       | 11 tháng 3, 1990 (17 tuổi)  |         | Defence Force             |
| 4  | HV | Sheldon Bateau    | 29 tháng 1, 1991 (16 tuổi)  |         | San Juan Jabloteh         |
| 5  | TV | Akeem Adams       | 13 tháng 4, 1991 (16 tuổi)  |         | W Connection              |
| 6  | TV | Leston Paul       | 11 tháng 3, 1990 (17 tuổi)  |         | Defence Force             |
| 7  | HV | Brenton Balbosa   | 9 tháng 5, 1990 (17 tuổi)   |         | Defence Force             |
| 8  | TV | Sean de Silva     | 17 tháng 1, 1990 (17 tuổi)  |         | St. Ann's Rangers         |
| 9  | TV | Aaron Maund       | 19 tháng 9, 1990 (16 tuổi)  |         | FC Greater Boston         |
| 10 | TĐ | Stephen Knox      | 3 tháng 9, 1990 (16 tuổi)   |         | San Juan Jabloteh         |
| 11 | TĐ | Daniel Joseph     | 28 tháng 7, 1990 (17 tuổi)  |         | San Juan Jabloteh         |
| 12 | HV | Robert Primus     | 10 tháng 11, 1990 (16 tuổi) |         | San Juan Jabloteh         |
| 13 | TV | Stephan Campbell  | 26 tháng 8, 1990 (16 tuổi)  |         | United Petrotrin          |
| 14 | HV | Jean Luc Rochford | 10 tháng 11, 1990 (16 tuổi) |         | Joe Public                |
| 15 | TV | Chike Sullivan    | 16 tháng 10, 1991 (15 tuổi) |         | San Juan Jabloteh         |
| 16 | TĐ | Marcus Joseph     | 29 tháng 4, 1991 (16 tuổi)  |         | United Petrotrin          |
| 17 | HV | Daneil Cyrus      | 15 tháng 12, 1990 (16 tuổi) |         | Stokely Vale              |
| 18 | TV | Micah Lewis       | 20 tháng 3, 1990 (17 tuổi)  |         | San Juan Jabloteh         |
| 19 | TV | Kevin Molino      | 17 tháng 6, 1990 (17 tuổi)  |         | San Juan Jabloteh         |
| 20 | TM | Kern Caesar       | 13 tháng 1, 1991 (16 tuổi)  |         | Victory Christian Academy |
| 21 | TM | Samuel Glenroy    | 5 tháng 4, 1990 (17 tuổi)   |         | San Juan Jabloteh         |